# 黒部川電力
黒部川電力株式会社（くろべがわでんりょく）は、日本の発電事業者。新潟県糸魚川市および東京都千代田区に本社を置く。

## 会社概要
新潟県糸魚川市、長野県小谷村に6か所の水力発電所を保有する。発電した電力は北陸電力株式会社およびデンカ株式会社青海工場へ供給している。年間販売電力量は約4億kWh。
社名に黒部川を冠するが、主な設備は姫川水系および早川水系に位置する。これはかつて黒部川水系において水力発電を営んでいたためであり、現在は会社分割等の歴史により同水系に設備を有さない。
太平洋戦争による電力管理法や配電統制令等の電力国家統制を免れ存続し、現存する発電事業者では有数の老舗企業である。2023年に創立100周年を迎えた。
なお、黒部川上流域に発電設備を持つ関西電力とは資本、人的ともに無関係である。

## 沿革

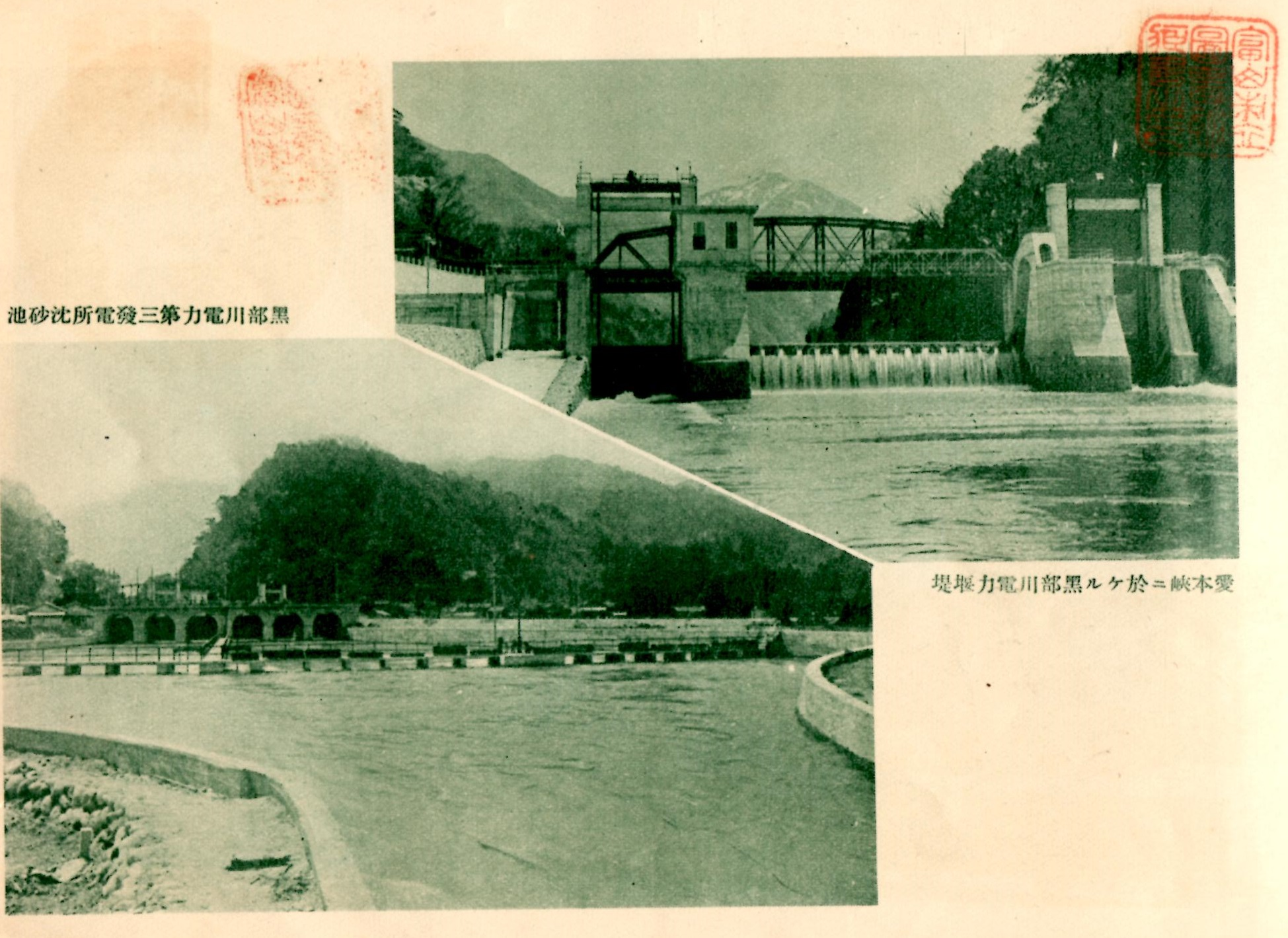
1935年当時の黒部川第三発電所沈砂池（左下）および取水口（愛本堰堤の旧堰堤）

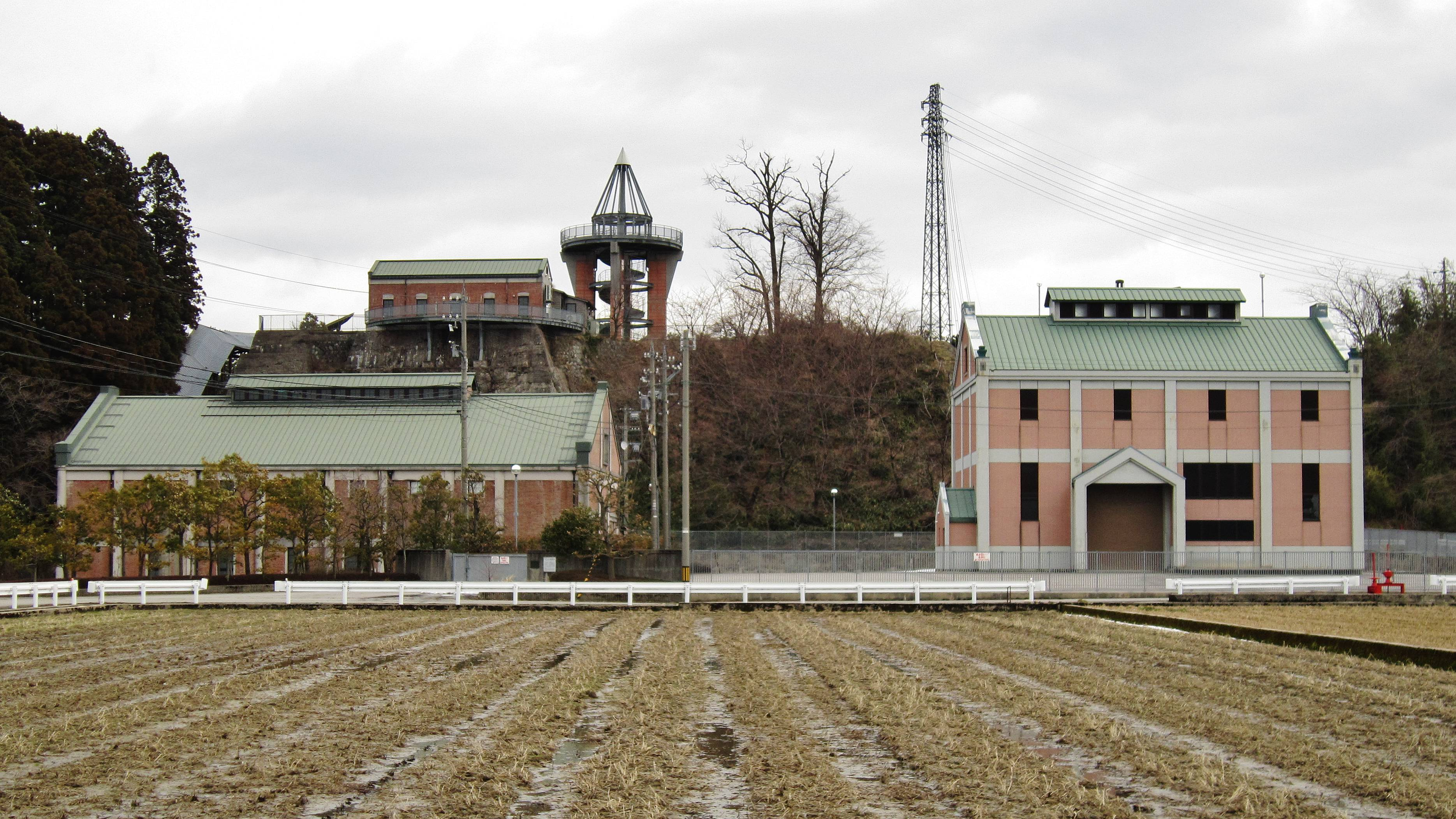
黒部川第二発電所跡（左）
下山芸術の森発電所美術館となっている。右は北陸電力が再開発した黒東第三発電所（2011年撮影）。

- 1923年10月20日- 川北栄夫（川北電気企業社 創業者）により黒部川電力株式会社 設立。

- 1926年 - 現：富山県入善町に黒部川第一・第二発電所が運転開始。
- 1929年 - 日本海電気（現：北陸電力）が黒部川電力の全株式を取得。
- 1931年 - 越後電力株式会社を合併、新潟県に進出。
- 1933年 - 電気化学工業（現：デンカ）が出資。同社より姫川第六発電所の開発権を授受。
- 1935年 - 姫川第六発電所が運転開始。
- 1945年8月15日 - 終戦により翌8月16日付の日本発送電への合併が消滅、会社存続となる。
- 1953年 - 電気化学工業の財閥解体に伴い、会社分割。富山県黒部川水系の設備は北陸電力、新潟県大所川・小滝川および海川水系の設備は電気化学工業へ譲渡。保有発電所が姫川水系の姫川第六発電所のみとなる。
- 1961年 - 滝上発電所が運転開始。

- 1962年 - 長栂発電所が運転開始。
- 1977年 - 笹倉第二発電所が運転開始。
- 1981年 - 黒電興業株式会社を設立、笹倉温泉における温泉事業を譲渡。
- 1982年 - 北小谷発電所が運転開始。
- 1995年 - 電気事業法改正により卸電気事業者から卸供給事業者になる。
- 2016年 - 電気事業法改正により卸供給事業者から発電事業者になる。
- 2022年 - 新姫川第六発電所が運転開始[5]。
- 2023年 - 創立100周年。

## 主な設備
姫川水系および早川水系に6か所、出力計94,800kWの水力発電所を保有する。諸元は公式サイトに基づく。

### 発電所
| 発電所名   | 最大出力 (kW) | 所在地               | 所在地                   |
| 姫川水系   | 姫川水系      | 姫川水系             | 姫川水系                 |
| ---------- | ------------- | -------------------- | ------------------------ |
| 姫川第六   | 26,000        | 新潟県糸魚川市       | 大字小滝字尾巻10700-1    |
| 滝上       | 15,000        | 新潟県糸魚川市       | 大字小滝字菅折20268番地  |
| 長栂       | 5,000         | 新潟県糸魚川市       | 大字小滝字長トガ21166-22 |
| 北小谷     | 10,700        | 長野県北安曇郡小谷村 | 大字北小谷字栃久保2571-8 |
| 新姫川第六 | 27,900        | 新潟県糸魚川市       | 大字小滝字尾巻10700-1    |
| 早川水系   |               |                      |                          |
| 笹倉第二   | 10,200        | 新潟県糸魚川市       | 大字北山字川平4270       |

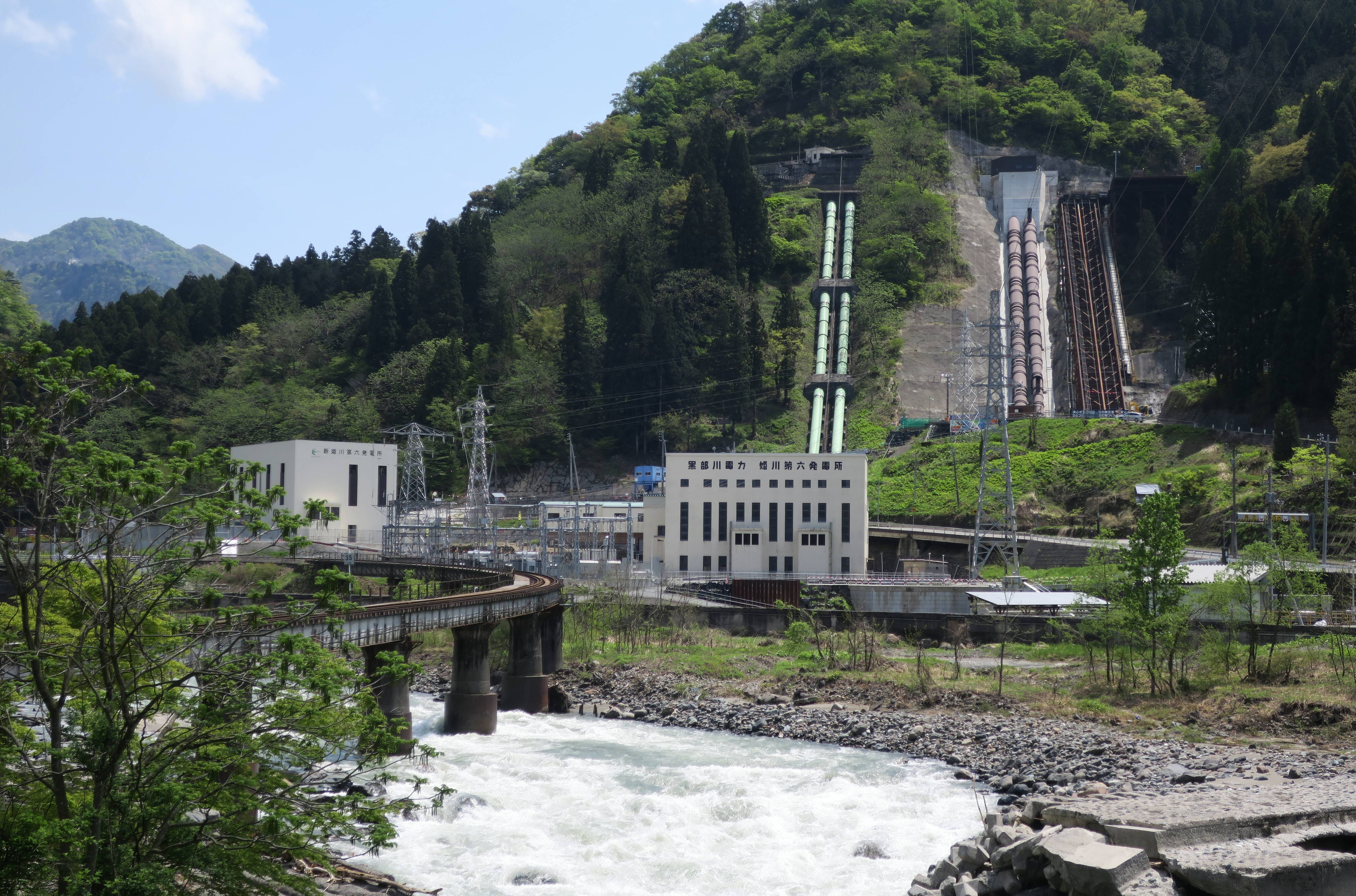
新姫川第六（左）および姫川第六発電所（右）
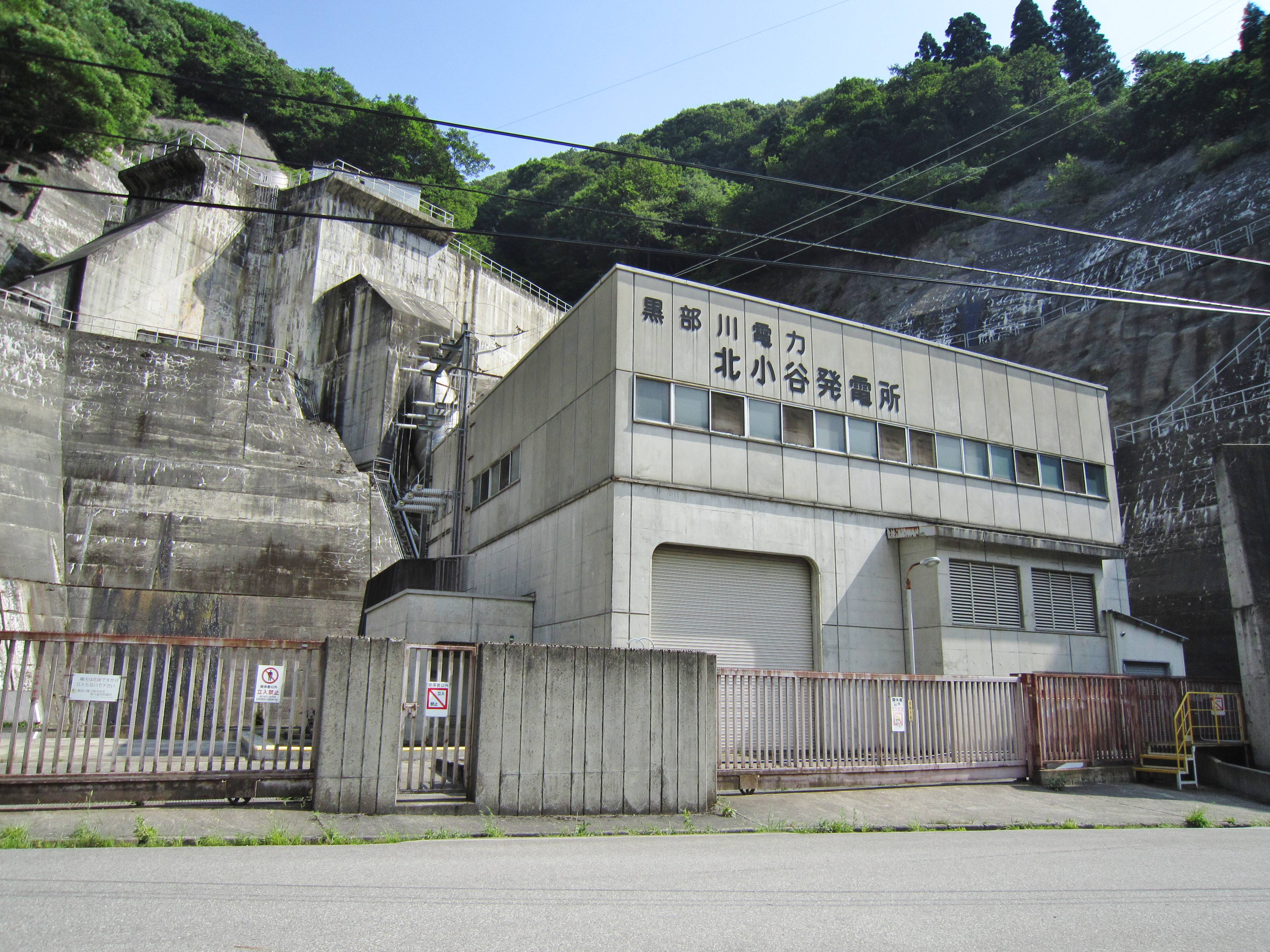
北小谷発電所
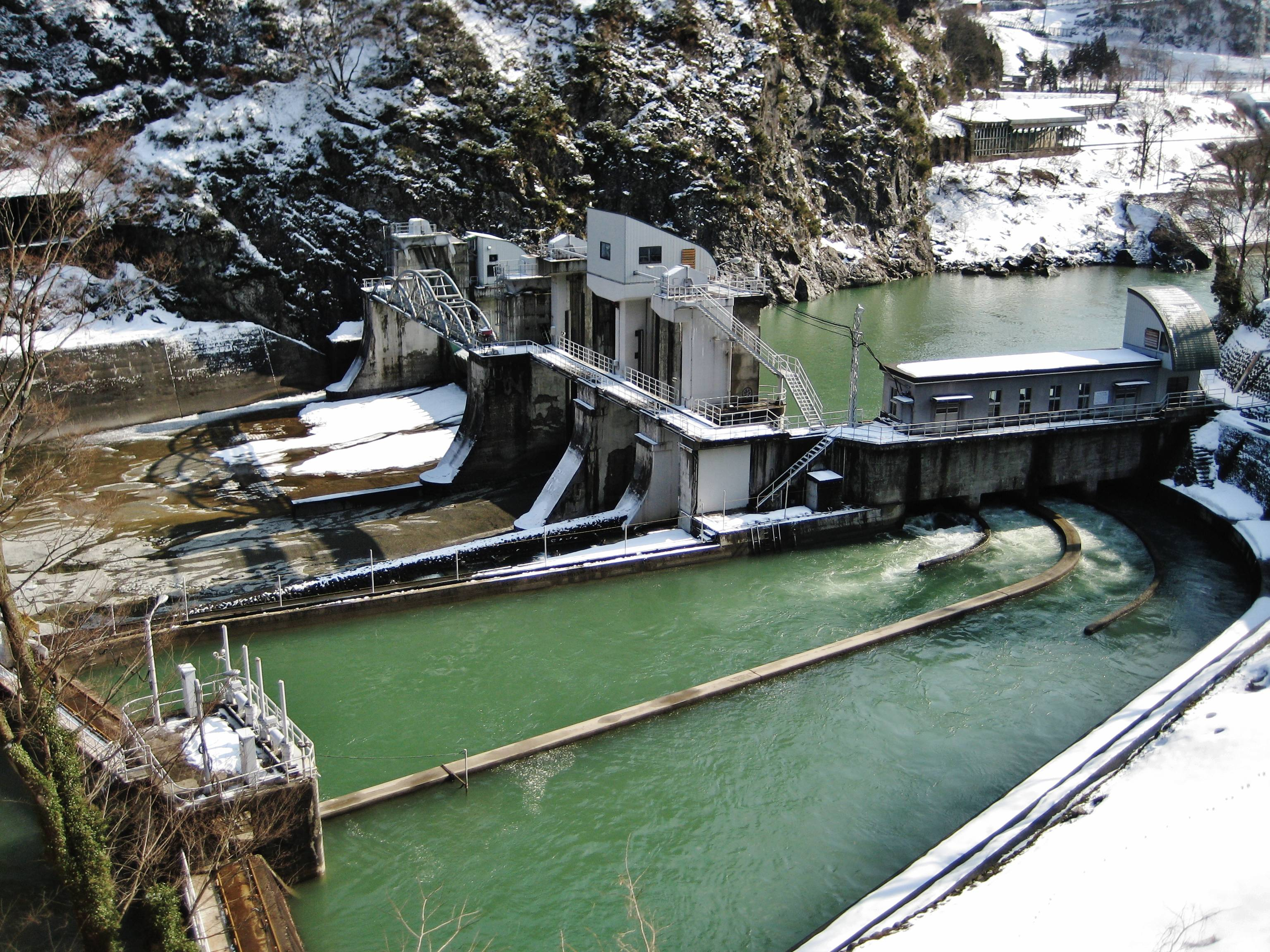
新姫川第六および姫川第六発電所取水堰堤

### 変電所
| 青海変電所 | 青海変電所                       |
| ---------- | -------------------------------- |
| 所在地     | 新潟県糸魚川市青海2033-6         |
| 容量       | 70,000kVA                        |
| 周波数     | 60Hz                             |
| 供給電圧   | 66kV（北陸電力）・63kV（デンカ） |
| 回線数     | 10                               |

### 送電線路
| 線路名   | 亘長 (km) |
| -------- | --------- |
| 新姫六線 | 11.7      |
| 姫六線   | 18.1      |
| 滝上線   | 5.5       |
| 長栂線   | 5.8       |
| 笹倉線   | 13.4      |
| 北小谷線 | 10.7      |

## 事業所

###### 糸魚川本社（新潟県糸魚川市）
- 経営管理部

###### 東京本社（東京都千代田区）
- 経営管理部（東京分室）

###### 大野事務所（新潟県糸魚川市）
- 工務部